# Слупский троллейбус
Слупский троллейбус — закрытая троллейбусная система города Слупска, запущенная 20 июля 1985 года, и прекратившая работу 18 октября 1999 года. Эксплуатацию троллейбусной сети осуществляло Городское отделение связи в Слупске. Подвижной состав троллейбуса состоял из троллейбусов ЗиУ-9, Ikarus 280E и Jelcz PR110E.

## История
Первая троллейбусная линия «A» связала жилой комплекс на улице Жымовскего с улицей Коперника. В 1990 году длина троллейбусных линий составляла 19,1 км. В 1990-х годах наметилась тенденция к сокращению эксплуатируемого ежедневно подвижного состава: в 1992 году на линию выходило 29 машин, в 1995 году — 19 машин, в марте 1999 года в городе работало только 5 троллейбусов. Выведенные из эксплуатации маршруты были заменены дизельными автобусами. Маршрут троллейбуса «A» стал маршрутом № 17, «B» стал № 16, «C» получил № 15. Часть подвижного состава троллейбусного парка была продана в другие города с действующими троллейбусными системами. Контактная сеть полностью демонтирована.

## Маршруты
Данные приведены на 1995 год:
| Схема | Длина  | Маршрут                              |
| ----- | ------ | ------------------------------------ |
|       | 4,7 км | улица Жымовскего – улица Коперника   |
|       | 6,6 км | улица Жымовскего – улица Хубальчыкув |
|       | 7,8 км | улица Жымовскего – улица Хубальчыкув |